# Nílton (futebolista)
Nílton Ferreira Júnior (Barra do Garças, 21 de abril de 1987), é um ex-futebolista brasileiro que jogava como volante.

## Carreira
Começou sua carreira como atacante, mas em uma partida, quando ainda era da equipe júnior, foi testado como volante e se saiu bem e decidiu mudar de posição. Em sua primeira partida como titular pelo Corinthians, contra o Botafogo, onde atuou no lugar do zagueiro Zelão que estava suspenso, acabou fazendo um gol contra nos primeiros minutos da partida. Porém, aos 25 minutos do segundo tempo, Nílton corrigiu seu erro marcando um gol de fora da área.

### Vasco da Gama
No ano de 2009, jogando pelo clube carioca, Nílton foi eleito o melhor segundo volante do campeonato carioca depois de excelentes atuações. Em setembro de 2010, durante uma partida válida pelo Campeonato Brasileiro contra o Guarani, Nilton se machucou e saiu sentindo o joelho. Posteriormente, soube que havia sofrido uma ruptura do ligamento do joelho. Com a lesão, ficou afastado por seis meses e só voltaria a jogar em 2011. Retornou aos gramados em 5 de outubro de 2011, na partida contra o Club Aurora válida pela Copa Sul-Americana.

### Cruzeiro
Alegando falta de pagamento de FGTS, o jogador, em 18 de dezembro de 2012, rescindiu seu contrato com o Vasco da Gama. Foi contratado pelo Cruzeiro em 22 de dezembro. No clube sagrou-se campeão brasileiro em 2013 e 2014, além de campeão mineiro de 2014.

### Internacional
Em 9 de janeiro de 2015, foi contratado pelo Internacional por três temporadas.

### Vissel Kobe
No dia 9 de junho de 2016, foi negociado com o Vissel Kobe, do Japão.

### Bahia
Em 3 de janeiro de 2018, Nílton assinou um contrato de um ano com o Bahia.

### CSA
Sem muito espaço no Bahia, Nílton rescindiu o seu contrato e acertou com o CSA.

## Títulos
Corinthians
- Campeonato Brasileiro: 2005
- Campeonato Brasileiro - Série B: 2008

Vasco da Gama
- Campeonato Brasileiro - Série B: 2009
- Copa da Hora: 2010
- Copa do Brasil: 2011

Cruzeiro
- Campeonato Brasileiro: 2013,[6] 2014
- Campeonato Mineiro: 2014

Internacional
- Campeonato Gaúcho: 2015

Bahia
- Campeonato Baiano: 2018, 2019